# 대롱말강

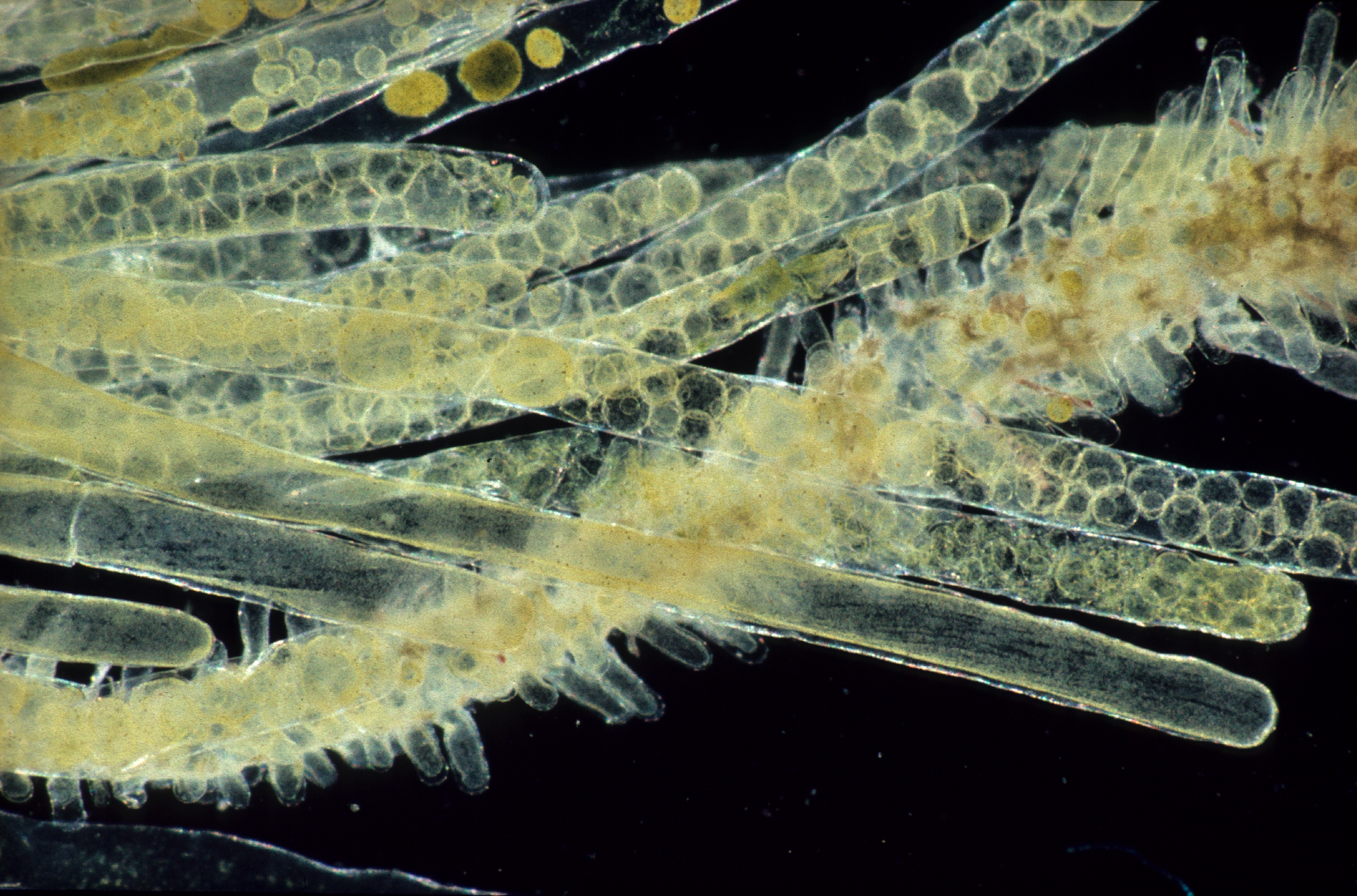
Siphonocladus tropicus

대롱말강(Siphonocladophyceae)은 알파 분류학에서 녹조식물문에 속하는 조류 강의 하나로 사용했던 분류군이다. 현재는 모두 갈파래강에 속하는 대마디말목에 포함하여 분류하고 있다.

## 하위 분류
- 대마디말목 (Cladophorales)
  - 잎맥말과 (Anadyomenaceae)
  - 대마디말과 또는 클라도포라과 (Cladophoraceae)
  - Witrockiellaceae - 현재, 피토포라과 (Pithophoraceae)으로 분류
- 대롱말목 (Siphonocladales)
  - 좀대롱말과 (Boodleaceae) - 현재, 대마디말목으로 분류
  - 대롱말과 (Siphonocladaceae) - 현재, 대마디말목으로 분류
  - 발로니아과 (Valoniaceae) - 현재, 대마디말목으로 분류